# Altenmarkt bei Sankt Gallen
Altenmarkt bei Sankt Gallen é um município da Áustria, situado no distrito de Liezen, no estado da Estíria. Tem 43,05 km² de área e sua população em 2019 foi estimada em 817 habitantes.